# 我是图瓦人
《我是图瓦人》（圖瓦語: Мен - Тыва Мен）是俄羅斯聯邦圖瓦共和國的國歌。由Кантомур Сарыглар（蒙古語西里爾文：Олонбаяр Гантомир）作曲 ，Окей Шанагаш（蒙古語西里爾文：Баянцагаан Оохий）作詞。2011年8月11日正式經图瓦大呼拉爾批准採用以取代原先的國歌《松果遍布的森林》。

## 外部連結
- 圖瓦政府提供的合唱版 （页面存档备份，存于）.